# Commewijne
Commewijne est un district du Suriname, situé au nord-est du pays, et bordé par l'océan Atlantique au nord et le fleuve Suriname à l'ouest. Son nom vient également d'un fleuve, le fleuve Commewijne qui rejoint le Suriname juste avant qu'il ne se déverse dans l'océan Atlantique.

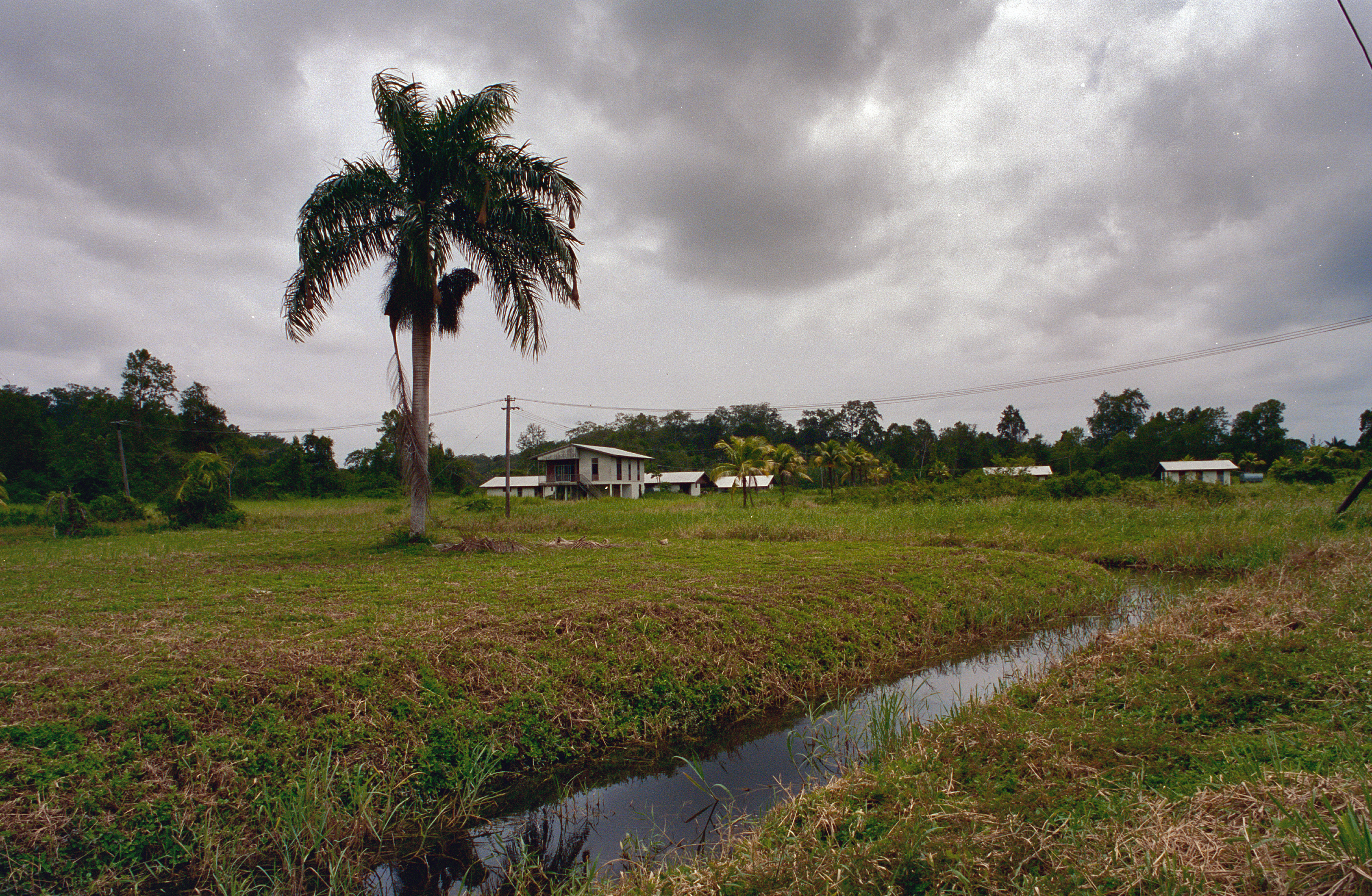

Avec une population de 31 420 habitants sur une superficie de 2 353 km², le Commewijne est le 3è district ayant la plus forte densité du Suriname.
Sa capitale est Nieuw-Amsterdam.

## Subdivisions
Le district comporte 6 subdivisions (en néerlandais : ressorten) :
- Alkmaar
- Bakkie
- Johan & Margaretha
- Meerzorg
- Nieuw-Amsterdam
- Tamanredjo